# コードギアス 漆黒の蓮夜
『コードギアス 漆黒の蓮夜』（コードギアス しっこくのれんや）は、原案・脚本：谷口悟朗、作画：たくま朋正による日本の漫画作品。
2009年12月6日のイベント『コードギアス キセキの誕生日』で示唆され、『月刊ニュータイプ』2010年1月号にて"新コードギアス・プロジェクト"の一環として発表、2010年5月26日発売の『月刊少年エース』7月号より連載開始。

## 時代設定
三兄弟の台詞から、史実と異なり京都は壊滅状態となっている。『月刊ニュータイプ』の各号の紹介記事には江戸時代が舞台とされているが、作中では正確な年代の設定は明示されていない。コードギアスの正史であると発表される。『コードギアス 双貌のオズ SIDEオルフェウス』3巻のコラムによると皇暦1860年代の話であるらしい。

## 登場人物
※声はゲーム『コードギアス Genesic Re;CODE』によるキャスト。
蓮夜（れんや）
声 - 内山昂輝
本作品の主人公。元々は日本の武家の跡取り息子。
隠れ里で暮らしてきた。剣術や学問はからっきしだが、実践だけは得意。特技の手裏剣は百発百中の腕前。左腕が義手になっている。
里が攻め入られた際、C.C.に仲間を助けられる力を求めるが、なぜか契約できなかった。しかし戦いの最中、左腕の義手が触れた者の生命力を奪う異形のものに変質する。しかしその結果、通常の食事によるエネルギー摂取が出来なくなり、他のものから生命力を奪うことでしか生きられない体となってしまった。後に、それはナイトメアの力であることが明らかとなる。戦いが進むにつれてその力は進化し、周囲一帯の大気までもエネルギーとして吸収できる（それによる凍結現象まで起こせる）ようになった。
その力を与えたのはダッシュで、彼自身その力によって倒されることを望んでいた。全てが終わった後は、ブリタニアに所属して、クレアの側に仕えた。
カルラ / クレア・リ・ブリタニア
琉球から来て蓮夜と共に隠れ里で育った少女で、彼に想いを寄せている節がある。
本来の身分はブリタニアの皇族。正体を隠すために日本名のカルラを名乗って黒髪のカツラを付けていたが、正体露見後は地の金髪のままで過ごす。高い戦略眼を持ち、時に指揮官として蓮夜たちの戦いにも参加する。『コードギアス 反逆のルルーシュ』のコーネリア、ユーフェミア姉妹の祖先である。
全てが終わった後は皇帝位に付き、自分と共に来てくれた隠れ里の者たちに身分を与えて共に歩んだ。
アンジ
蓮夜を「若」と呼ぶ、年上の口うるさい従者。蓮夜の家に仕えていた。おどけ者の一面もある。
C.C.
不老不死の女。本編開始前の予告では、名前の前に“レーフー”とあった。
『コードギアス 反逆のルルーシュ』で、「この数百年」と発言していることから、本編のC.C.と同一人物であり、コード保持者のu.u.とも何らかの関係がある。
アルト＝ヴァインベルグ
カルラ（クレア）を捜し出すために、異国から派遣された男。他人の残虐な振る舞いを「悪趣味」と軽蔑するが、当人にも少女に対して皆を助けたければ仲間を一人殺せと迫ったり、初対面の蓮夜を能力や性格を知る前から馬鹿にしてかかったりする面がある。
家門が負った罪、命令されたクレア追捕、自身だけの誇りを守るための戦いに謝罪と、一貫して自分のためだけに行動しており、他人に言葉はかけても、他人のための行動はしていない。
日本語の辞書らしきものを持ち歩いており、日本語が上手いと評される場面もあるが、実際にはまだ不慣れな部分があるようで、単語の使い方を間違えることも。
ヴァインベルグ家は元々ブリタニアでも屈指の名家であったが、妹の夫であった親友ガヌロンが次期皇帝となる第一皇子を殺害して、その罪をヴァインベルグ一族に着せて逃亡したために、以後は「皇族殺しのヴァインベルグ」と呼ばれている。そのガヌロンはかつてヴァインベルグ一族によって貶められた一族の者であり、アルトの妹に近寄ったのも復讐のためだった（アルトに見つけられた後は真実を語って、自らアルトの剣に貫かれて自害した）。妹は第一皇子殺害の冤罪によりギロチンで処刑され、残りの一族も塔に幽閉されることになった。
アルトがクレアを迎えにきたのも一族の名誉回復と家族を助けるためだったが、彼が日本に行ってる間に他の家族もソレイシィの部下・バルバロスに処刑されている。
この事や後に明かされるソレイシィの野望から、ガヌロンの第一皇子殺害もソレイシィの陰謀であることが示唆される。
武器は銃弾による加速装置が付いた剣の2振り。加速した剣で衝撃波を飛ばす「バーニングスマッシャー」を必殺技とする。
家名は、『コードギアス 反逆のルルーシュR2』に登場したジノ・ヴァインベルグと一致している。
美鈴
蓮夜たちと共に隠れ里に住んでいた少女。里が滅んだ後、彼らと共にブリタニアに渡る旅に同行する。
栞
蓮夜たちと共に隠れ里に住んでいた少女。里が滅んだ後、彼らと共にブリタニアに渡る旅に同行する。
しかしブリタニアを目前にして瀕死の重傷を負い、蓮夜の願いによりダッシュの力でナイトメアとなる処置を受けるも、ナイトメアとならずにギアスユーザーとして目覚めた。その力により、ロレンツォをクレアの味方につけることに成功する。
目覚めた力は「心の優先順位を入れ替える」。支配欲を持つ人間を、皇族への忠誠心の方が優先されるようにすることなどが出来る。
ツワブキ
隠れ里の住人。一心の配下により、串刺しにされて死亡。
師範
隠れ里で、蓮夜に武術を教えていた人物。皇一心の襲撃に際して彼と対峙するも重傷を負い、最後は桜の爆ぜ石（サクラダイト）による自爆攻撃を決行して死亡した。
皇 一心（すめらぎ いっしん）
ヴァインベルグに雇われた、戦闘集団の長。
作中では、皇一心や率いる集団の社会階級の明確な描写はされていない。
人探しが目的であるが、なぜか蓮夜の里の人間を大量に殺害する。戦闘狂で強者を「価値のある人間」と呼び、それに出会えた証として自傷を行う危険人物。
初めて異形の力に目覚めた蓮夜との戦いで、生命力を全て吸われて死亡した。
皇という家名は、コードギアス本編に登場する皇神楽耶と同じである。
三兄弟
皇一心と同じ顔を持つ三人組。名前や皇家との関係、社会的身分は不明で、村から逃げた戦闘集団の一人に「三兄弟」と呼ばれている。
蓮夜の里の人々を捕らえて身分を自己申告させ、不要な人物だと判断すれば「屑肉」と称して殺し、生殺の判断の際は人々の言葉の真贋や物証の有無は加味しない。
「三連破砕陣」と叫びながら蓮夜に攻撃を仕掛けるが、その後で蓮夜の攻撃を避けることなく受けて2名が死亡、残る1名もアルトの攻撃で死亡。
作中では無抵抗の相手と流れ弾的に攻撃が当たった相手しか殺せず、またカルラに簡単に突破されていたところからして、実力は相当低かったものと推察される。
皇 二葉（すめらぎ ふたば）
声 - 小原好美
一心の義妹。当初は一心の仇として蓮夜たちをつけ狙うも、その中で様々なハプニングに見舞われる羽目になり、逆に何度も連夜たちに助けられることで、連夜に対して好意を抱くまでになってしまう。
クレアの即位後、彼女からブリタニアで一緒に暮らすことを提案されるがそれを断り、蓮夜と「仇を討つまで死ぬな」と再会を約束して、再び日本に戻った。
カリーム・ベルナム
エステバンの弟分。彼を兄貴分と慕い共に行動していた。エステバンの死後、彼の使用していた銃を受け継ぎ、蓮夜たちのブリタニアへの旅に同行した。全てが終わった後は故郷に戻らず、クレアたちの側に残った。
元々は体の線が細かったが、エステバンの銃を扱えるようにするため鍛錬を重ねて筋肉質の少年へと変貌した。
エステバン・イグレシア
蓮夜達が立ち寄った島に住む、褐色肌の男性。島を支配している男アーロンから、婚約者のタリアと取り戻すために巨大銃で戦いを挑み続けていた。蓮夜たちの協力を得てアーロンを追い詰めたが、アーロンの手引きでダッシュによりナイトメアとなり、記憶を喪失したタリアに重傷を負わされてしまう。最後は、記憶を取り戻したタリアと共にアーロンを道連れにして、サクラダイトで自爆して死亡した。
タリア
エステバンの婚約者であったが、アーロンを倒す力を得るために自らダッシュに頼んでナイトメアとなったが、記憶を失ってアーロンの配下となってしまい、婚約者にも容赦無い攻撃を加えるようになってしまった。最後は記憶を取り戻してアーロンを攻撃するも、エステバン共々崖から落下して、彼と共にアーロンを道連れに自爆して死亡した。
メッシュ・ザ・メッシ
等身大で肉体的変形がみられる、超能力者・ナイトメアの一人。ダッシュの命令の元、クレアを捕らえる。蓮夜たちを「原住民」と呼び、見下す。
体に開いた管から、風を噴出して操る力を持つ。しかし、その管の穴を塞がれると力を行使できない。蓮夜との一騎討ちで、生命力を全て吸われて死亡した。
たくま朋正の2010年8月26日のツイッターでは、風のナイトメアと呼ばれていた。
ウォーターボーイ
ナイトメアの一人。水を操る力を持つ。
ダッシュの命令によって連夜たちの命を狙っていたが、その目的はあくまでも連夜の持つ聖石を手に入れることであり、ダミアンとの戦いのときにはダミアンの嘘を連夜たちに教えるなど、連夜たちに協力する場面もあった。
マスクル
ブリタニアの騎士団長だったが、死ぬ直前にダッシュとの契約によりナイトメアとなる。基本的にはダッシュに忠誠を誓っているが、皇族に対しても忠誠を誓っており、エステバンたちの島でクレアの窮地を救った。しかし、カリームがダッシュに放った銃弾から彼をかばい、アルトにクレアのことを託して死亡した。
ナイトメアとしての能力は全身硬質化した外皮による鉄壁の防御。それを脱皮して分身体を作り出すことも出来る。
バルバロス
ナイトオブラウンズの一人。ナイトオブ13の地位にいる男性。二つ名は「処刑台のバルバロス」。大鎌を武器とし、ギガントアーマーと呼ぶ鎧を着こんでいる。残忍な性格の人物。
後年、アルトの兄弟を処刑した人物。最後は蓮夜の助力を得たアルトにより倒され、死亡した。
ヴィクトリア
ナイトオブラウンズの一人。ナイトオブ8の地位にいる少女。二つ名は「真空のヴィクトリア」。伸ばすと、長大な射程を誇る蛇腹剣を武器とする。
クリストファー・チェンバレン
ナイトオブラウンズの一人。ナイトオブワンの地位にいた。忠誠心の高い傑物だったが、それを疎んだ兄ダミアンがダッシュの力を借りて巨人の体躯を持つナイトメアへと変えてしまい、兄の命令しか聞かない怪物となり果ててしまった。しかし、その忠誠心は怪物となっても失われず、クレアの呼びかけに応えて兄を殺害し、以後は彼女の配下となった。
ニールス・リ・ブリタニア
クレアの母違いの義弟（母親は市井の臣）。アルトの呼びかけに応えて、配下のマーリン騎士団を率いてブリタニアに着いた義姉の救援に訪れ、蓮夜たちをクレアの両親が治めていた領地へと導いた。
ロレンツォ・イル・ソレイシィ
ブリタニアの貴族。皇帝となる野望を持つ。クレアを自らの傀儡とするために、配下のナイトオブラウンズに彼女を捕えるように命令した人物。しかし最後は、クレアとの会談の場で栞のギアスにより、クレアに従う忠臣へと変えられた。
ギアスユーザーの一人で、その力は「幻覚を見せる」。相手の過去を読み取って、自分から働きかけることも可能。
家名は『コードギアス 反逆のルルーシュ』に登場したキューエル・ソレイシィ、そして『コードギアス 反逆のルルーシュR2』ならびに『コードギアス 双貌のオズ』に登場したマリーカ・ソレイシィと一致している。
ダッシュ
連夜たちの持つ聖石を狙う、謎の男。その容姿は『反逆のルルーシュ』の主人公「ルルーシュ・ランペルージ」に酷似している（彼よりも、少し髪は長い）。ナイトメアたちを生み出している元凶。
フルネームはU'（ユーダッシュ）。不老不死になりそこねた、彼曰く「出来そこない」で、ギアスユーザーを生み出そうとしても肉体の暴走による異形の力を持つ「ナイトメア」と呼ばれる存在しか生み出せなかった。
かつてはフォレストと呼ばれていた盗賊の少年で、行き倒れていたところを貴族トットに拾われ救われた。トットと彼の娘である少女ハルティアの元で知識を学びながら過ごすうちに、盗賊上がりでありながらも周りから認められて幸せに暮らしていた。しかし、教会の人間に脅されて主人の行動を密告し続けたことが原因で、トットたちは殺されてしまい、ハルティアを皆に託されて領地から脱出した。そこでU.U.と名乗る人物と出会い「生命力を奪う」ギアスを手に入れるが、その力の暴走によりハルティアは昏睡状態のまま眠り続けてしまう。以後は、彼女を救うために行動を続けていた。
最後は、さらなる進化を遂げた蓮夜の左腕の一撃により敗北し、かろうじて一時的に目覚めたハルティアと共に死亡した。

## 書誌情報
谷口悟朗（原作）たくま朋正（作画）、角川書店〈角川コミックス・エース〉、全7巻
1. 2011年1月26日初版発行、ISBN 978-4-04-715607-4
2. 2011年5月26日初版発行、ISBN 978-4-04-715697-5
3. 2011年11月26日初版発行、ISBN 978-4-04-120010-0
4. 2012年4月26日初版発行、ISBN 978-4-04-120206-7
5. 2012年9月26日初版発行、ISBN 978-4-04-120408-5
6. 2013年4月26日初版発行、ISBN 978-4-04-120669-0
7. 2013年9月26日初版発行、ISBN 978-4-04-120823-6